# ヤーコプ・ベルナイス

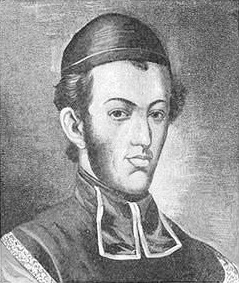
父ラビ・イザーク・ベルナイス

ヤーコプ・ベルナイス（Jakob Bernays, 1824年9月11日 - 1881年5月26日）はドイツの古典言語学者。文学史家ミヒャエル・ベルナイスの兄。

## 人物
ハンブルクに生まれる。父親のイザーク・ベルナイス Isaac Bernays (1792-1849) は広い文化に親しんだ人であり、ドイツ語でシナゴーグの講義を行った最初の正統派ラビであった。1844から1848年まで言語学・文献学の大学であるボン大学でフリードリヒ・ゴットリープ・ヴェルカー Friedrich Gottlieb Welcker、アルブレヒト・リッチュル Albrecht Ritschl に学んだ。
1853年、ブレスラウ・ユダヤ教神学院（ヨーナス・フレンケル学院）の古典文献学の教授となり、そこでテオドール・モムゼンと親しくなる。1866年、リッチュルがライプツィヒへ移ったときに、員外教授、資料管理者長としてボン大学に戻り、死までつとめた。
古典語に関しては独自の研究姿勢を持っており、また文章が優れているといわれる。

## 著作
- Die Lebensbeschreibung des ジョゼフ・ジュステュス・スカリジェール J.J. Scaliger (1855)
- Über das Phokylidische Gesicht (1856)
- Grundzüge der verlorenen Abhandlungen des Aristoteles über die Wirkung der Tragodie (1857)
- Die Chronik des Sulpicius Severus (1861)
- Die Dialoge des Aristoteles (im Verhältniss zu seinen übrigen Werken) (1863)
- Theophrastos' Schrift über Frömmigkeit (1866)
- Die Heraklitischen Briefe (1869)
- Lucian und die Cyniker(Kyniker) (1879)
- Zwei Abhandlungen über die Aristotelische Theorie des Dramas (1880).
- Phokion (1881)